# 거짓말 섹스가 좋아2
"거짓말 섹스가 좋아2"는 한국에서 제작된 진달래 감독의 2013년 멜로/로맨스, 드라마 영화이다. 강수지 등이 주연으로 출연하였다.

## 출연

### 주연
- 강수지
- 윤상두